# 中国轻纺城

中国轻纺城图标

中国轻纺城位于中国浙江省绍兴市柯桥区柯桥街道，是亚洲最大的纺织产业集散地，全球最大的轻纺贸易中心，2009年实现出口60亿美元，出口总额居浙江省之首。

## 历史
1986年，占地3500平米的棚屋式柯桥轻纺市场建成，内设门市部77个，摊位89个。1992年6月，扩建后的市场正式更名为“中国轻纺城”，成为全国第一个被冠名“中国”的专业市场。
轻纺城占地面积77.8万平米，总建筑面积326万平米，营业用房1.9万间，商行1.6万家。内有5万多经营人员，经营3万多种面料，日客流量10万人次、成交额1.8亿元。
年成交额从1988年的0.76亿元升至2008年的634.53亿元，连续17年居中国纺织专业批发市场第一位，是目前全国和亚洲规模最大的纺织品集散中心、专业市场。

## 交通
绍兴轨道交通1号线设有中国轻纺城站，但距市场约3公里路程，且相较明珠广场站更远。